# 泽洛博恩佩尔西科
泽洛博恩佩尔西科（義大利語：Zelo Buon Persico），是意大利洛迪省的一个市镇。总面积18平方公里，人口6788人，人口密度377.1人/平方公里（2009年）。ISTAT代码为098061。